# 甘努西涅
50°7′1″N 27°24′27″E / 50.11694°N 27.40750°E
甘努西涅（烏克蘭語：Ганнусине），是烏克蘭西部的村莊，隸屬赫梅利尼茨基州的舍佩蒂夫卡區。該村始建於1715年，面積1.6平方公里，2001年人口371，人口密度每平方公里207人。